# Leucocosmia unipunctata
Leucocosmia unipunctata är en fjärilsart som beskrevs av Bethune-Baker 1906. Leucocosmia unipunctata ingår i släktet Leucocosmia och familjen nattflyn. Inga underarter finns listade i Catalogue of Life.